# Riadh Jelassi
Riadh Jelassi (en arabe : رياض الجلاصي), né le 7 juillet 1971 à Tebourba, est un footballeur international tunisien.
Il appartient à la sélection nationale qui participe à la coupe d'Afrique des nations 1998 et aux coupes du monde 1998 et 2002.

## Palmarès
- Vainqueur du championnat de Tunisie : 1997 (Étoile sportive du Sahel), 2003 et 2004 (Espérance sportive de Tunis)
- Vainqueur de la coupe du Qatar : 1999 (Al-Rayyan Sports Club)
- Vainqueur de la coupe de Tunisie : 1996 (Étoile sportive du Sahel)
- Vainqueur de la coupe de la CAF : 1995 (Étoile sportive du Sahel)
- Vainqueur de la coupe d'Afrique des vainqueurs de coupe : 1997 (Étoile sportive du Sahel)
- Vainqueur de la coupe d'Asie des vainqueurs de coupe : 2001 (Al-Shabab Riyad)
- Vainqueur de la Supercoupe arabe : 2001 (Al-Shabab Riyad)